# Justicia aphelandroides
Justicia aphelandroides är en akantusväxtart som först beskrevs av Gottfried Wilhelm Johannes Mildbraed, och fick sitt nu gällande namn av D.C. Wasshausen. Justicia aphelandroides ingår i släktet Justicia och familjen akantusväxter. Inga underarter finns listade i Catalogue of Life.